# Arnold Wahnschaffe

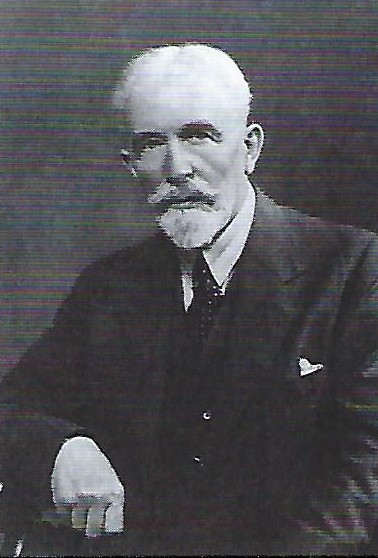
Arnold Wahnschaffe

Arnold Wahnschaffe (Gut Rosenfelde, Landkreis Deutsch Krone (nu Wałcz, 14 oktober 1865 - Spital am Semmering, 5 februari 1941) was een Duits ambtenaar.

## Biografie

### Achtergrond en opleiding
Arnold Wahnschaffe was de zoon van Philipp Wahnschaffe, Herr auf Rosenfelde (thans Rozewie, Noordwest-Polen) (†1904) en diens echtgenote Hedwig Wahnschaffe, geboren von Wangenheim (†1867). Van 1876 tot 1882 volgde hij onderwijs aan de hogere school van Putbus te Rügen. Daarna studeerde hij van 1883 tot 1886 rechten in Berlijn, Lausanne en Heidelberg, om vervolgens van 1886 tot 1887 landbouwkunde in Halle (Saale). Zijn militaire dienstplicht vervulde hij bij de dragonders van Brandenburg.

### Vroege carrière
Arnold Wahnschaffe was vanaf 1892 als ambtenaar werkzaam in diverse steden. Van 1897 tot 1905 was hij landraad (Landrat, hoofddistrictsambtenaar) te Landsberg an der Warthe (Gorzów Wielkopolski). In 1901 erfde hij na het overlijden van zijn oom Paul Wahnschaffe, Rittergut Rottmanshagen. Na het overlijden van zijn vader in 1904, erfde hij ook het Rittergut Rosenfelde. In 1905 trouwde hij met Irma von Möllendorf. Het echtpaar kreeg twee kinderen: Helma (*1906) en Konrad (*1909).
Arnold Wahnschaffe was sinds 1905 werkzaam op het Pruisische ministerie van Landbouw, aanvankelijk als adviseur, maar daarna als commissaris en lid van de landbouwontplooiingscommissie in Posen.

### Chef van de Rijkskanselarij
Van 1907 tot 1909 was hij raadgever op de Rijkskanselarij. In 1909 volgde hij Friedrich Wilhelm von Loebell (1855-1931) op als onderstaatssecretaris en chef van de Rijkskanselarij.
Als anti-Pools politicus, was Wahnschaffe een groot voorstander van de onteigening van het Poolse grondbezit in het oosten van Duitsland ten gunste van Duitsers die zich in het oosten als boeren zouden moeten vestigen. Zijn denkbeelden stelde hij op schrift en overhandigde hij aan de Duitse regering. Tijdens de Eerste Wereldoorlog streefde hij naar een zelfstandig Congres-Polen waar de Duitse (Posische en West-Pruisische) Polen zich zouden moeten vestigen.

### Rol tijdens deEerste Wereldoorlog
Kort na het uitbreken van de Eerste Wereldoorlog kreeg Wahnschaffe van Rijkskanselier Theobald von Bethmann Hollweg de opdracht de sociaaldemocratische fractie in de Rijksdag te winnen voor de Duitse oorlogspolitiek. Op 2 oktober 1914 had Wahnschaffe een onderhoud met Max Cohen-Reuss, SPD-rijksdagafgevaardigde. Cohen-Reuss, een van de leiders van de rechtervleugel van de SPD, was voorstander van de Duitse oorlogspolitiek en bovendien werkzaam op het rijksministerie van Oorlog. Hij geloofde dat de rechtervleugel van de SPD weldra de partij zou beheersen en dat de partij zich in monarchistische richting bewoog.
Naarmate de oorlog vorderde ontstonden er spanningen tussen de politieke en militaire leiding over de oorlogsdoelen. De politieke leiders, waaronder rijkskanselier Bethmann Hollweg en Wahnschaffe waren voorstanders van een eervolle vrede zonder veel annexaties, terwijl de militairen streefden naar annexatie van grote gebieden in Oost-Europa (met name van Russische gebieden) en België. Op 6 juli 1916 richtte Wahnschaffe samen met privésecretaris van de rijkskanselier Kurt Riezler, de ambtenaren Otto Hammann, Paul Rohrbach en Wilhelm Solf het Duitse Comité voor een Eervolle Vrede (Deutscher Nationalausschuß für einem ehrenvollen Frieden, DNA). Het DNA wilde de spanningen tussen de politieke en militaire leiders kanaliseren en de politiek van Bethmann Hollweg steunen. Omdat het DNA maar weinig steun ontving, werd het reeds aan het einde van het jaar opgeheven.
Toen in augustus 1917 Bethmann Hollweg als rijkskanselier aftrad, trad ook Wahnschaffe af. Van 11 oktober tot 9 november 1918 was hij, zij het voor een zeer korte tijd, opnieuw chef van de Rijkskanselarij, nu onder prins Max von Baden.

### Latere leven
Na de Eerste Wereldoorlog vestigde hij zich op zijn Rittergut Rootmanshagen. Als Gutsherr hield hij zich bezig met het overzien van de landbouwproductie van zijn riddergoed. In 191] werd hij districtsvoorzitter van de conservatieve Deutschnationale Volkspartei (DNVP, Duitse Nationale Volkspartij). Daarnaast schonk hij de parochiekerk te Rützenfelde twee nieuwe kerkklokken (1923) en een zilveren doopvont (1935). Wahnschaffe overleed in 1941.

## Verwijzingen
1. ↑  Brief aan Albrecht von Rechenberg (27 augustus 1914)
2. ↑  Dorfchronik Rottmannshagen

- Gemeinsame Normdatei: 117114650
- International Standard Name Identifier: 0000 0000 1319 6509
- Virtual International Authority File: 8157101
- WorldCat: E39PBJckP6WJhXCfRqf8qrGj4q